# 1196
Cette page concerne l'année 1196  du calendrier julien. Pour l'année 1196 av. J.-C., voir 1196 av. J.-C.
L'année 1196 est une année bissextile qui commence un lundi.

## Événements
- 14 janvier : traité de Gaillon entre Richard Cœur de Lion et Philippe Auguste[1]. Richard Cœur de Lion commence la construction de Château-Gaillard (fin en 1197)[2].

- 20 février : bulle du pape Célestin III pour l’instauration à Chypre d’une hiérarchie ecclésiastique latine parallèle à la grecque[3].

- 8 avril[4] : à la mort de Knut Eriksson, la Suède connaît des querelles dynastiques incessantes jusqu’au milieu du XIIIe siècle. Début du règne de Sverker II de Suède.
- 23 avril : début du règne de Emeric de Hongrie, roi de Hongrie (fin en 1205)[5].
- 25 avril : mort d’Alphonse le Chaste[6]. 
  - Début du règne de Pierre II le Catholique (1174-1213), roi d’Aragon (confirmé par les cortes de Daroca en septembre[7]). Il étend son autorité sur toute la Catalogne et se fait couronner par le pape auquel il prête hommage de vassalité, ce qui provoque un scandale.
  - Début du règne d’Alphonse II de Provence (fin en 1209)[6].

- 5 mai : concile de Paris[8] sur le divorce de Philippe Auguste, réunit après que le pape Célestin III a annulé la décision du synode de Compiègne de 1193[9]. Il ne décide rien.

- 1er juin[10] ou 16 juin[11] : à Compiègne, Philippe Auguste épouse en troisièmes noces Agnès de Méranie, après avoir répudié sa deuxième femme Ingeburge de Danemark au terme de la nuit de noces. Après interventions des papes Célestin III et Innocent III ils seront obligés de se séparer en 1200.

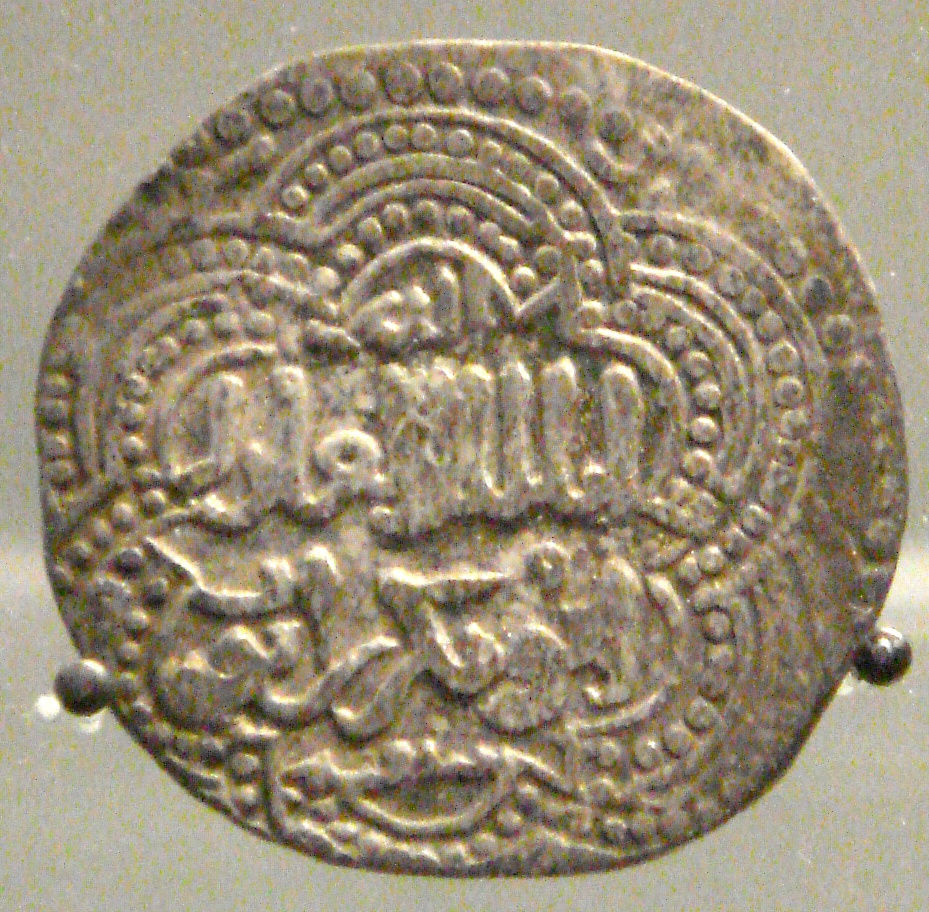
Monnaie d’Al-Adel frappée à Damas en 1201.

- 3 juillet : Al-Adel entre dans Damas[12].
  - Al-Adel, à qui son frère Saladin avait confié les châteaux pris à Renaud de Châtillon sur la rive est du Jourdain, arrache Damas à son neveu Al-Afdhal, qui s’était montré incapable de gouverner, laissant le pouvoir à son vizir Diyaeddin Ibn al-Athir pour s’adonner à l’alcool et aux plaisirs du harem. Son oncle s’en débarrasse à la faveur d’un complot et l’exile dans la forteresse de Salkhad, où il abandonne sa vie dissolue pour se consacrer à la prière et à la méditation.

- 15 août : assassinat de Conrad II de Souabe à Durlach[13]. Philippe devient duc de Souabe.
- 25 août[14] : les constitutions de la congrégation érémitique de Flore, fondée par l’abbé cistercien de Corazzo Joachim de Flore sont approuvées par le pape. Joachim de Flore prône le retour à la pauvreté évangélique.
- Octobre : mariage de Raymond VI de Toulouse et Jeanne d'Angleterre avec l'Agenais en dot. Richard Cœur de Lion abandonne ses prétentions sur le Quercy et le sud du Rouergue[15].
- Décembre : 
  - la révolte des Siciliens provoque une nouvelle expédition de l’empereur Henri VI en Italie[16], [17]. Les chefs de l’insurrection ont les yeux crevés.
  - inondation de la Saint-Nicolas aux Pays-Bas[18].

- La Gueldre annexe la Veluwe, scindant en deux les possessions de l’évêché d’Utrecht[19].
- Victoire des Bulgares de Ivan Asen Ier sur le sébastokrator Isaac Comnène à Serrès en Thrace. Asen est assassiné peu après par son neveu Ivanko qui s’empare de Tarnovo et fait appel aux Byzantins. Une mutinerie dans l’armée byzantine permet à Petăr IV, frère d’Asen de prendre le pouvoir. Ivanko doit fuir vers l’Empire[20].